# Aleksander Paldrok
Aleksander Paldrok, född 16 maj 1871, död 1 juni 1944, var en estnisk läkare.
Paldrok var från 1917 professor i hud- och könssjukdomar vid Tartus universitet. Han ägnade sig särskilt åt lepraforskningen och utgav även arbeten om gonorréens bakteriologi och diagnostik. Han blev 1932 medicine hedersdoktor vid Uppsala universitet.

## Fotnoter
1. ↑  Eesti biograafiline andmebaas ISIK, Eesti biograafiline andmebaas-ID: 6962, läst: 9 oktober 2017.[källa från Wikidata]
2. ↑  Erik-Amburger-Datenbank, Erik-Amburger-Datenbank: 94443.[källa från Wikidata]